# Pensionnat de jeunes filles
Pour plus de détails, voir Fiche technique et Distribution.
Pensionnat de jeunes filles (Girls' School) est un film américain en noir et blanc réalisé par John Brahm, sorti en 1938.

## Synopsis
De riches adolescentes sont envoyées dans un pensionnat pour y apprendre l'étiquette. L'une d'entre elles provoque un scandale lorsqu'elle découche puis annonce qu'elle envisage de s'enfuir avec un garçon...

## Fiche technique
- Titre original : Girls' School
- Titre français : Pensionnat de jeunes filles
- Réalisation : John Brahm
- Scénario : Tess Slesinger et Richard Sherman
- Photographie : Franz Planer
- Montage : Otto Meyer
- Pays d'origine : États-Unis
- Langue : anglais
- Format : noir et blanc - 1,37:1 - son : Mono
- Genre : comédie
- Durée : 72 minutes
- Dates de sortie :
  -  États-Unis : 30 septembre 1938
  -  France : 21 juillet 1939

## Distribution
- Anne Shirley : Natalie Freeman
- Nan Grey : Linda Simpson
- Ralph Bellamy : Michael Hendragin
- Dorothy Moore : Betty Fleet
- Gloria Holden : Miss Laurel
- Marjorie Main : Miss Armstrong
- Margaret Tallichet : Gwennie
- Peggy Moran : Myra
- Kenneth Howell : Edgar
- Noah Beery Jr. : George
- Cecil Cunningham : Miss Brewster
- Pierre Watkin : M. Simpson
- Doris Kenyon : Mme Simpson
- Heather Thatcher : Miss Brackett
- Martha O'Driscoll : Grace